# Cymbalophora flaveola
Cymbalophora flaveola är en fjärilsart som beskrevs av O. Schultz 1905. Cymbalophora flaveola ingår i släktet Cymbalophora och familjen björnspinnare. Inga underarter finns listade i Catalogue of Life.